# Polyalthia liukiuensis
Polyalthia liukiuensis är en kirimojaväxtart som beskrevs av Sumihiko Hatusima. Polyalthia liukiuensis ingår i släktet Polyalthia och familjen kirimojaväxter. Inga underarter finns listade i Catalogue of Life.